# CFD Réseau de la Manche
Le Réseau de la Manche de la compagnie de chemins de fer départementaux (CFD), comprend deux lignes construites à voie normale. Il est situé dans le département de la Manche.  Il a été mis en service en 1886 et fermé entre 1948 et 1950. En 1926, l'exploitation est abandonnée par les CFD au profit de la Compagnie des tramways normands (TN)  qui deviendront Compagnie des Chemins de fer Normands (CFN) après 1928.

## Les Lignes
Il comprenait les lignes suivantes:
- Barfleur -  Saint-Vaast-la-Hougue -  Saint-Martin-d'Audouville - Valognes, (34km) ouverture 1886
- Saint-Martin-d'Audouville - Montebourg, (8km) ouverture 1886 (embranchement)

La gare de Saint-Vaast-la-Hougue était en cul-de-sac, elle comprenait le dépôt et les ateliers

## Gares de jonctions
- Gare de Barfleur avec les chemins de fer de la Manche
- Gare de Valognes avec les chemins de fer de l'État
- Gare de Montebourg avec les chemins de fer de l'État

## Matériel roulant
- Locomotives
- N° 1 à 3, type 030T construites par Schneider en 1884 (n°2281 à 2283)[2]
- N° 4 et 5, type 030T construites par Schneider en 1885 (n°2370 et 2488)